# Pseudapis anomala
Pseudapis anomala is een vliesvleugelig insect uit de familie Halictidae. De wetenschappelijke naam van de soort is voor het eerst geldig gepubliceerd in 1900 door W. F. Kirby.